# Edeltruda
Edeltruda (též Edeltrauda, Edeltraud či Edeltrud) je jméno germánského původu. Význam se vykládá jako šlechetná síla. Z tohoto jména též vzniklo anglické jméno Audrey.

## Známé nositelky
- Edeltrud Beer, rakouská paleontoložka
- Etheldred Benett, britská geoložka
- Edeltrud Marziková, rakouská básnířka

## Známé nositelky Audrey
- Audrey Brown, britská atletka
- Audrey de Montigny, franko-kanadská zpěvačka
- Audrey Flacková, americká vizuální umělkyně a fotografka
- Audrey Hepburn, britská herečka
- Audrey Kitching, modelka, módní návrhářka a módní blogerka
- Audre Lorde (1934-1992), americká básnířka, sociální teoretik a aktivistka
- Audrey McLaughlin, kanadská politička
- Audrey Meaney, britská archeoložka
- Audrey Mestre (1974-2002), francuzská atletka
- Audrey Niffennegger, americká novelistka
- Audreey Patterson, (1926.1996), americká atletka
- Audrey Penn, americká autorka
- Audrey Richards, britská antropoložka
- Audrey Tang, tchajwanská softwarová programátorka
- Audrey Tautou, francouzská herečka
- Audrey Terras, americká matematička